# アレクサンドル・ドレンテルン

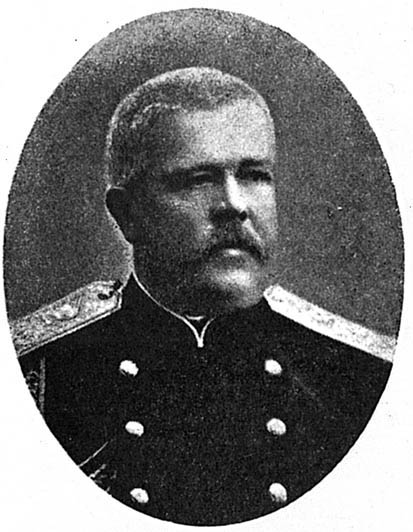
アレクサンドル・ドレンテルン

アレクサンドル・ロマノヴィチ・ドレンテルン（ロシア語: Александр Романович Дрентельн、Alexander Romanovich Drenteln、1820年3月7日 - 1888年7月27日）は、帝政ロシアの軍人、政治家。階級は陸軍歩兵大将。

## 経歴
バルト・スウェーデンの貴族・ドレンテルン家に起源をもつ。当時のキエフ県出身。皇帝の副官を務めた後、ニコライ・メゼンツォフの暗殺を受けて1878年から1880年まで憲兵隊司令官兼皇帝官房第三部長官を務めた。1879年3月25日にはニヒリストの暗殺者により襲撃されるが無事だった。翌1880年にはミハイル・ロリス＝メリコフにより皇帝官房第三部自体が廃止されるに至った。
その後はオデッサ軍管区司令官、キエフ軍管区司令官を務めた。1888年にキエフで行われたルーシ受洗900年祭出席中に脳出血のため落馬、急死した。彼が亡くなった地点には翌1889年に記念碑が建てられたが、ロシア革命後の1919年に撤去された。

## 家族
息子のアレクサンドル・アレクサンドロヴィチ・ドレンテルン（1868年 - 1925年）も軍人となり、皇帝の副官となった。第一次世界大戦従軍後、ロシア革命により失職してヴォログダ州の教会付工場で勤務し、1925年に死去。彼の娘アンナは皇室の女官を務めたのちブリュッセルへ亡命し、慈善家となった。1982年に死去。 